# Cereus roseiflorus
Cereus roseiflorus ist eine Pflanzenart in der Gattung Cereus aus der Familie der Kakteengewächse (Cactaceae). Das Artepitheton roseiflorus leitet sich von den lateinischen Worten roseus für ‚rosenrot‘ sowie -florus für ‚-blütig‘ ab.

## Beschreibung
Cereus roseiflorus wächst baumförmig mit mehreren aufrechten, grünen Trieben und erreicht Wuchshöhen von bis zu 5 Meter. Es sind sechs gekerbte Rippen vorhanden, die bis zu 3,5 Zentimeter hoch sind. Die darauf befindlichen Areolen stehen 2 bis 2,5 Zentimeter voneinander entfernt. Die aus ihnen entspringenden meist drei  Dornen sind basal erweitert und bis zu 1 Zentimeter lang.
Die etwas rosafarbenen Blüten sind bis zu 20 Zentimeter lang. Die bis zu 7 Zentimeter langen, eiförmigen Früchte sind violettrot.

## Verbreitung und Systematik
Cereus roseiflorus ist in der argentinischen Provinz Misiones verbreitet.
Die Erstbeschreibung wurde 1925 von Carlos Luis Spegazzini veröffentlicht.

## Nachweise